# Littérature française du Moyen Âge
 (septembre 2013).
Si vous disposez d'ouvrages ou d'articles de référence ou si vous connaissez des sites web de qualité traitant du thème abordé ici, merci de compléter l'article en donnant les références utiles à sa vérifiabilité et en les liant à la section « Notes et références ».

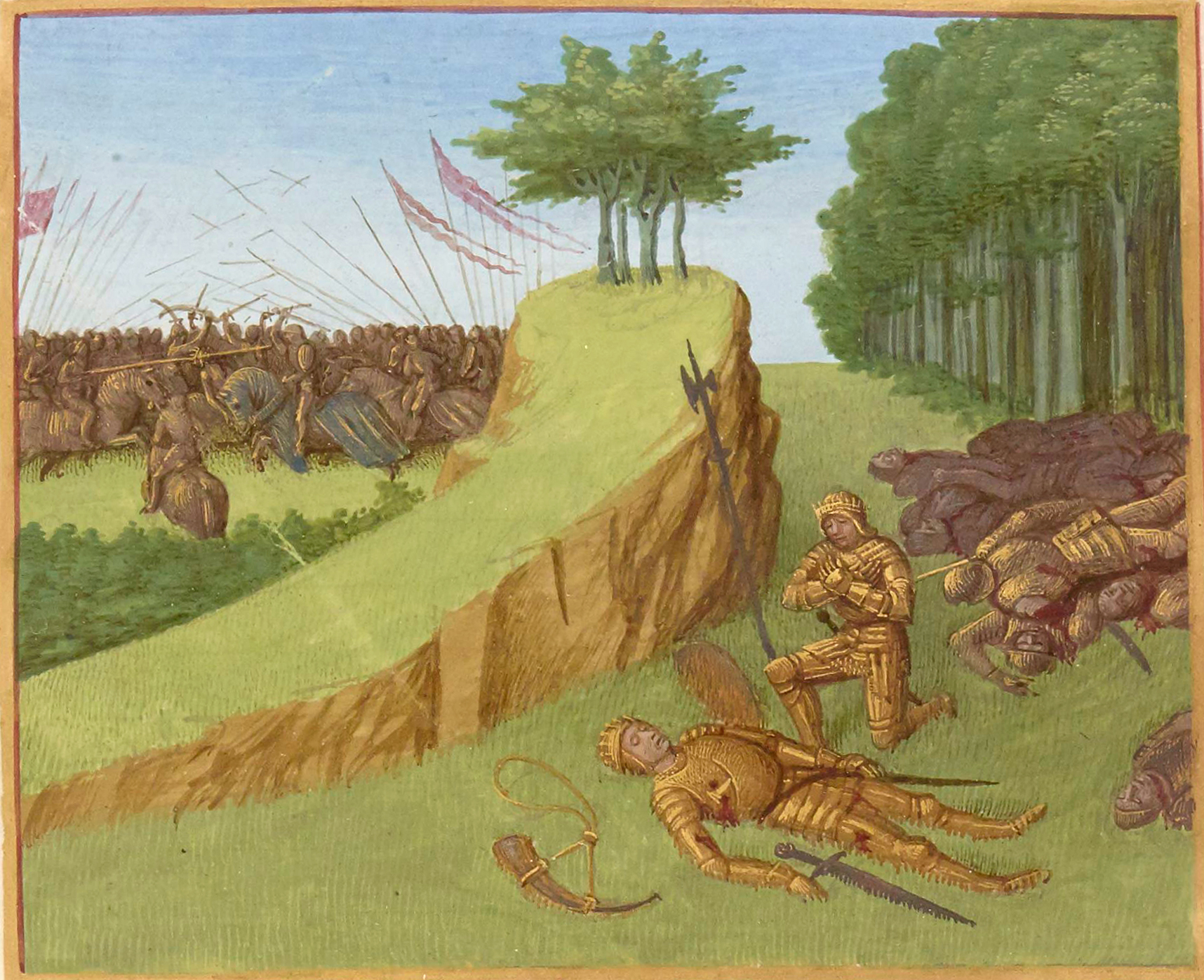
La mort de Roland, enluminure de Jean Fouquet extraite des Grandes Chroniques de France, vers 1455-1460.

La littérature médiévale en France correspond à des œuvres écrites entre l'an mille et l'an 1501 dans diverses langues issues du latin, langues d'oïl au nord et en langues d'oc au sud.
Chronologiquement, on retient d'abord le genre épique des chansons de geste qui exaltent les exploits des chevaliers (ex. la Chanson de Roland, XIe siècle), puis vient la littérature courtoise, apparue au XIIe siècle, qui voit trouvères et troubadours chanter l'amour parfait dans leurs poèmes et Chrétien de Troyes qui a écrit les Romans de la Table Ronde, alors que la fin de la période offre une poésie lyrique authentique avec Rutebeuf, au XIIIe siècle, et surtout François Villon, au milieu du XVe siècle.
À côté des genres nobles apparaissent des genres populaires (souvent connus) comme les fabliaux, le satirique Roman de Renart ou au théâtre les farces comiques à côté des Mystères aux sujets religieux.
D'autres genres existent aussi comme le genre semi-littéraire de la chronique historique avec Joinville ou Froissart.

## Présentation

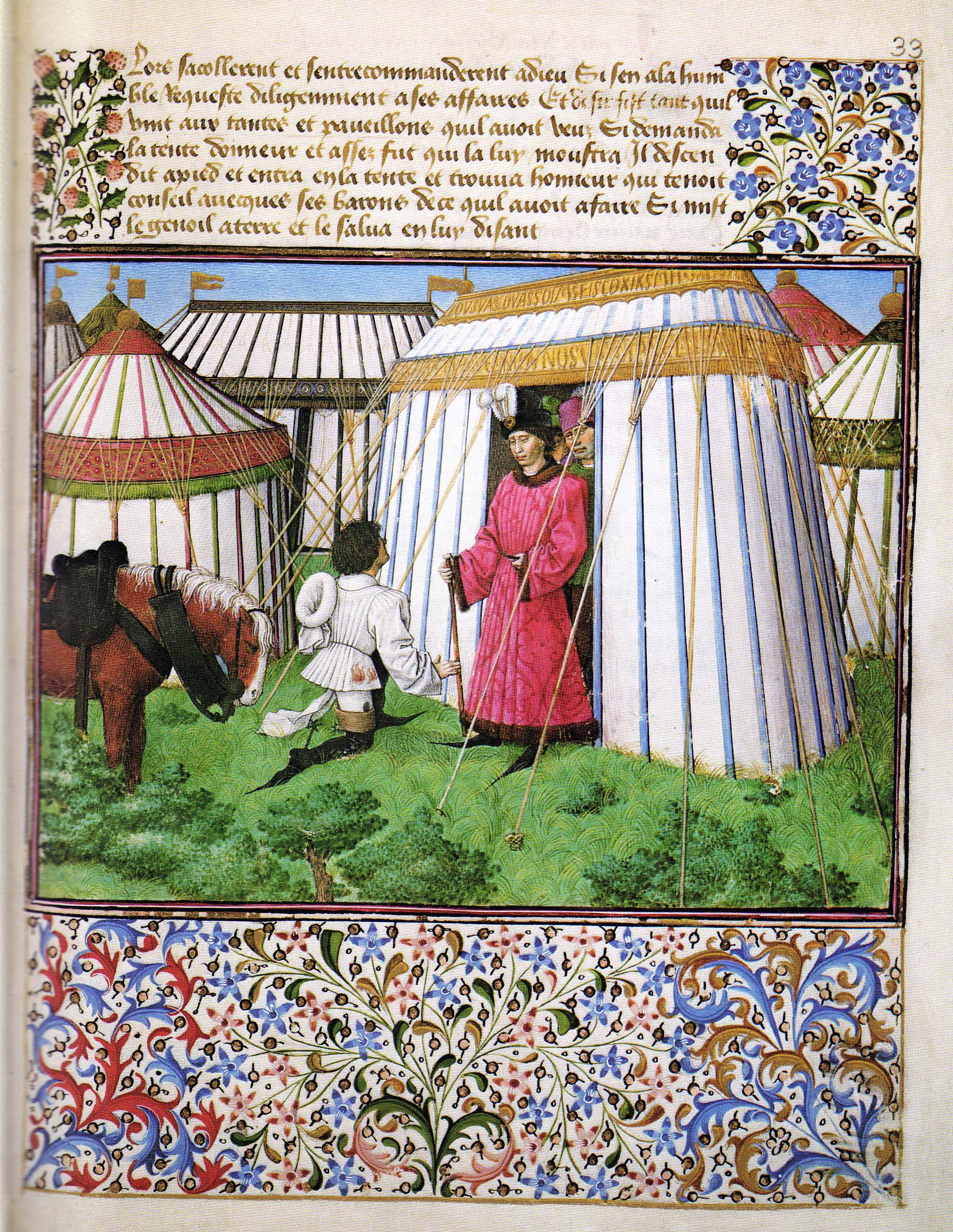
Page du Livre du cœur d'Amour épris, roman allégorique écrit par René d'Anjou et enluminé par Barthélemy d'Eyck (1457)

Le premier texte en langue romane connu  est le Cantilène de sainte Eulalie (entre 881 et 882), qui en fait est une adaptation en 29 vers d'un poème latin, à vocation religieuse et pédagogique.
La littérature religieuse (les textes religieux chrétiens, didactiques, hagiographiques, homilétiques, liturgiques, mystiques, logiques…), en langue latine ou non, est une réalité traitée sous d'autres rubriques : christianisme, docteurs de l'Église, théologiens, expansion…
Les premiers grands textes de la de la littérature française féodale datent, eux, du milieu du Moyen Âge (XIe siècle), époque de développement de l'agriculture et d'expansion démographique après des périodes d'invasions, de chaos politique et d'épidémies.

### Évolution de la langue française duVeauXVesiècle
Les parlers celtiques des habitants de la Gaule se sont effacés progressivement au cours de la conquête romaine au profit des langues latines : le latin écrit (classique) et latin parlé (vulgaire). Le latin classique, enseigné dans les écoles, reste la langue des services religieux, des ouvrages scientifiques, des actes législatifs et de certaines œuvres littéraires ; le latin vulgaire, parlé par les soldats et les marchands romains, et adopté par les natifs, évolue lentement en prenant les formes de différents parlers romans selon les régions du pays. Ces parlers se divisent en deux rameaux : la langue d'oïl au nord de la Loire (francien, picard et anglo-normand)  et la langue d'oc, au sud (catalan, occitan, provençal). Au IXe siècle, les parlers romans étaient déjà très éloignés du latin : pour comprendre, par exemple, la Bible, écrite en latin, des commentaires étaient nécessaires. Avec l'affermissement du pouvoir royal, à partir du XIIIe siècle, le francien, parler en usage dans l'Île-de-France, l'emporte petit à petit sur les autres langues et évolue vers le français classique.
Au IXe siècle, la langue parlée est tellement éloignée du latin ou du gallo-romain qu'il est parfois nécessaire d'utiliser à l'écrit le roman, comme en témoignent les Serments de Strasbourg (842), considérés comme le premier texte (non-littéraire) en français.
Les langues qu'on retrouve dans les manuscrits datés du IXe au XIIIe siècle forment ce qu'on appelle l'ancien français. Elles continuent d'évoluer et aux XIVe, XVe et XVIe siècles, on distingue le moyen français.

### Aperçu de la période

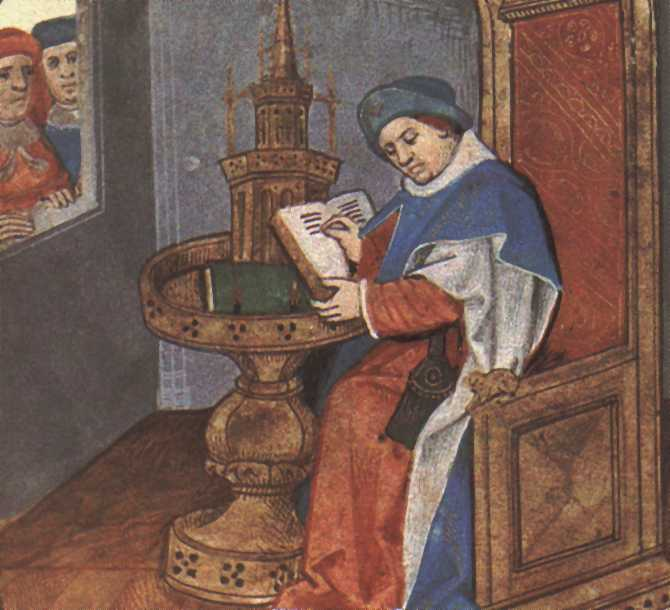
Guillaume de Lorris, miniature de Robinet Testard tirée d'un manuscrit du Roman de la rose

Les chansons de geste sont de longs poèmes comportant des milliers de vers qui sont destinées à être chantés en public, geste signifiant ici exploits guerriers. Elles relatent, sous une forme épique mêlant légendes et faits historiques, des exploits guerriers passés, et mettent en valeur l'idéal chevaleresque. La plus ancienne et la plus connue est la Chanson de Roland qui a été écrite au XIe siècle ; elle raconte, en les idéalisant, les exploits de l'armée de Charlemagne.
La littérature courtoise, apparue au XIIe siècle, a pour thème principal le culte de l'amour unique, parfait et souvent malheureux. Elle trouve son origine dans l'antiquité, intègre des influences orientales dues au retour des Croisés, et s'inspire de légendes celtiques. Ainsi, la légende de Tristan et Iseult raconte l'histoire d'un amour absolu et impossible qui se termine par la mort tragique des amants ; ces poèmes étaient chantés à la cour des princes par les trouvères et les troubadours. Chrétien de Troyes (1135 ?–1190 ?) est sans doute le premier romancier de la littérature française ; ses romans comme Yvain ou le Chevalier au lion, Lancelot ou le Chevalier de la charrette et Perceval ou le Conte du Graal sont typiques de ce genre littéraire. Le long poème Le Roman de la Rose, écrit au début du XIIIe siècle, est l'un des derniers écrits portant sur le thème de l'amour courtois, et cela seulement dans son court début écrit par Guillaume de Lorris. Le reste du poème, continué par Jean de Meung contient au contraire des passages (dont celui de La vieille) d'une étonnante misogynie, mêlée par ailleurs à des arguments articulés de critique sociale.

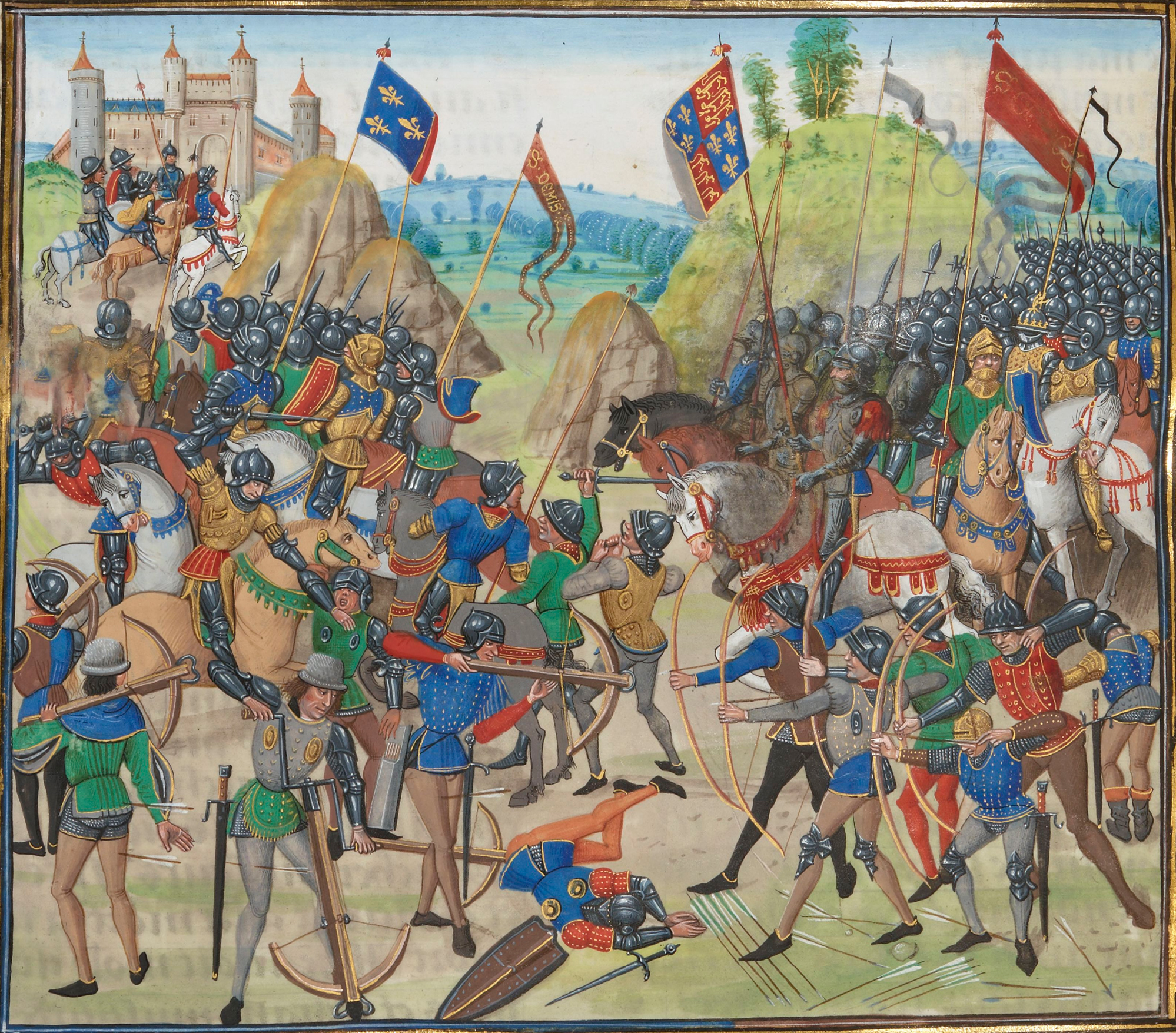
Miniature de la bataille de Crécy par Loyset Liédet, Chroniques de Jean Froissart (BNF, FR 2643, fol. 165v)

Vers la même époque, le Roman de Renart est un ensemble de poèmes qui relatent les aventures d'animaux doués de raison. Le renard, l'ours, le loup, le coq, le chat, etc. ont chacun un trait de caractère humain : malhonnête, naïf, rusé... Les auteurs anonymes raillent dans ces poèmes les valeurs féodales et la morale courtoise.
Le poète parisien du XIIIe siècle Rutebeuf se fait gravement l'écho de la faiblesse humaine, de l'incertitude et de la pauvreté à l'opposé des valeurs courtoises.
Les premières chroniques historiques écrites en français sont des récits des croisades datant du XIIe siècle. Certains de ces récits, comme ceux de Jean de Joinville retraçant la vie de saint Louis, ont aussi un but moral et idéalisent quelque peu les faits relatés. Ensuite la guerre de Cent Ans (1337–1453) est racontée par Jean Froissart (1337–1410 ?) dans deux livres appelés Chroniques.
Après la guerre de Cent Ans, le poète François Villon (1431–1463 ?) traduit le trouble et la violence de cette époque. Orphelin d'origine noble et bon étudiant, il est ensuite condamné pour vol et meurtre. Son œuvre à la fois savante et populaire exprime une révolte contre les injustices de son temps.
Le théâtre religieux se développe tout au long du Moyen Âge, il met en scène à partir du XVe siècle les Mystères, c'est-à-dire les fêtes religieuses comme Noël, Pâques et l'Ascension ; au contraire des genres littéraires précédents plutôt aristocratiques, il s'adresse au plus grand nombre. À côté de ce théâtre religieux, un théâtre comique appelé farce apparaît, toujours au XVe siècle, où il est durement combattu par les autorités religieuses.

### La question de l'auteur
Auteur s'écrit de différentes façon : aucteur, acteur, auteur, autheur. Si bien que les spéculations sur l'origine du mot étaient nombreuses, et les médiévaux friands de fausses étymologies : l'étymologie la plus répandue est celle de l'auctor, qui viendrait du latin augere, signifiant « qui augmente un texte (déjà existant) ». Jean Froissart l'utilise clairement : « Je aucteur et augmenteur de ce livre. »
Dante utilise sa propre étymologie : auteur vient de auieo qui signifie « je lis ». Pour lui, c'est un mot où il y a toutes les voyelles, donc l'auteur lit des sons musicaux.
On affirme généralement que la littérature médiévale est surtout anonyme. Pourtant il y a différents types d'anonymats. L'anonymat cache souvent un nom d'auteur difficile à déchiffrer, car l'auteur a donné son nom par des procédés relevant de la devinette. Il y a différentes manières pour l'auteur d'apparaître : 1re ou 3e personne, nom caché par jeu dans le prologue ou l'épilogue, en listant ses autres œuvres, en apparaissant dans un personnage (Raoul de Houdenc et son personnage Raoul)...
D'un manuscrit à l'autre, l'attribution peut changer, car il n'y a pas de paternité, c'est un phénomène fréquent dans les recueils de poèmes des trouvères. C'est souvent signe que le scribe change l'attribution en croyant reconnaître le style d'un autre.
Mais le Moyen Âge s'emploie davantage à faire parler les noms qu'à les trouver, par jeu, surtout chez Rutebeuf qui commente son nom sans cesse. Il y a une mise en scène du nom, notamment parce que les médiévaux croient que le nom (nomen) est un destin (omen).
L'anonymat est donc dû soit à une raison morale quelconque, soit par humilité (notion très importante chez les médiévaux), soit par jeu dont le nom n'a pas été déchiffré.
Il est fréquent de trouver une « vida » de l'auteur au début d'un manuscrit, écrite par un autre, le problème étant que cette « vida » est tirée de la pièce lyrique, comme si le récit de fiction était un récit biographique. Généralement, ces « vida » sont donc fausses.
La posture d'humilité est très importante pour comprendre la façon dont se présentent certains auteurs dans leurs œuvres, ce qui explique pourquoi beaucoup d'auteurs s'affichent comme borgnes (la vue est le sens le plus noble), laids (comme Socrate ou Ésope), estropiés, lépreux, bègues, bossus... Il y a une récupération du défaut physique pour en faire quelque chose de supérieur, avec l'idée que c'est un signe de reconnaissance.
L'auteur médiéval existe largement par le biais d'une persona, plutôt que par une biographie concrète.

## Œuvres et auteurs

### Les premiers textes romans
L'hagiographie en langue française et les traductions partielles de la Bible forment les premières œuvres de la littérature française. Parmi elles, on compte:
- Au IXe siècle :
  - La Cantilène de sainte Eulalie
- Au Xe siècle :
  - La Vie de saint Léger
- Au XIe siècle :
  - La Vie de saint Alexis
- Au XIIe siècle :
  - La Vie de saint Gilles de Guillaume de Berneville
  - La Vie de saint Thomas Becket de Guernes de Pont-Sainte-Maxence

Bien que le contenu des hagiographies soit parfois repris d'œuvres antérieures ou contemporaines en latin, la composition et le style sont, eux, originaux et démontrent la culture des clercs qui en étaient les auteurs.
Par ailleurs, les procédés narratifs des vies de saints influenceront largement le genre de la chanson de geste.
Le souvenir des héros des chansons de geste était souvent attaché à des églises qui se trouvaient sur les chemins de pèlerinage vers les sanctuaires les plus courus de l'époque tels que Aix-la-Chapelle, Saint-Jacques-de-Compostelle et Saint-Gilles (par exemple, Girart de Roussillon à la Basilique Sainte-Marie-Madeleine de Vézelay ou Guillaume d'Orange à l'Abbaye de Saint-Guilhem-le-Désert).

### La littérature féodale
Les chansons de geste ou épopées, du XIe au XIIe siècle, sont majoritairement écrites en langue d'oil. "Geste" vient de "gesta" qui signifie "exploit héroïque". La Chanson de geste est considérée à l'époque comme une histoire vraie (se fondant sur un soi-disant de très vieux manuscrits trouvé en abbaye), et non comme de la fiction. Le héros, un chevalier est un exemplaire, qui incarne le lien social, le chevalier idéal, les rapports féodaux parfaits, et bien sûr la foi inébranlable en Dieu. L'épopée puise dans l'histoire de la communauté afin d'affirmer l'unité d'un territoire. Plus tard, il y a une évolution vers la littérature distrayante avec l'introduction du rire carnavalesque, bouffon, et le merveilleux du folklore, une dérive vers le roman grec.
Elles peuvent être regroupées en trois cycles :

#### La Geste du Roi
| |  |  |
| Bataille de Roncevaux (778) et mort de Roland. Enluminures extraites des Grandes Chroniques de France de Charles V, vers 1370-1375, fo 121 ro et fo 122 vo. |  |  |

Ce cycle est dominé par le personnage de Charlemagne et regroupe une trentaine d'œuvres qui permettent de reconstituer une histoire poétique de la vie de Charlemagne (écrite par Eginhard dans Vita Karoli Magni). L'empereur absorbe en sa légende tous les Carolingiens depuis Charles Martel. Il prend à son compte les exploits, les épreuves, les victoires. Il groupe autour de lui héros et personnages ou historiques ou légendaires.
- Classement chronologique des principales chansons :
  - Au xie siècle, début xiie siècle : Chanson de Roland - Pèlerinage de Charlemagne ;
  - Au xiie siècle : Mainet - Les Saisnes - Aspremont - Fierabras - Huon de Bordeaux - Ogier le Danois - Couronnement de Louis ;
  - Au xiiie siècle : Otinel - Gui de Bourgogne - Berte aux grands pieds.
- Classement par rapport à Charlemagne :
  - La Jeunesse : Berte aux grands pieds - Mainet ;
  - La piété, les guerres : Le Pèlerinage de Charlemagne,
    - Lutte contre les Sarrasins : La Chanson de Roland - Aspremont -Fiérabras -Otinel - Gui de Bourgogne,
    - Lutte contre les Saxons : Les Saisnes ;

  - Les enfants, le déclin : Huon de Bordeaux - Le Couronnement de Louis.

#### La Geste de Garin de Monglane
Ce cycle contient environ vingt-cinq poèmes s'ordonnant autour du personnage de Guillaume d'Orange, arrière-petit-fils de Garin de Monglane.
Guillaume d'Orange est un avatar épique de Guillaume de Gellone, cousin de Charlemagne, comte de Toulouse et conseiller de Louis, fils de Charlemagne, roi d'Aquitaine depuis 781. Après avoir conquis Barcelone en 801 et été mis à la tête de la marche d'Espagne, Guillaume fonde en 804 un monastère, l'abbaye de Gellone (abbaye de Saint-Guilhem-le-Désert), où il se retire en 806 et où il meurt vers 812. Il est canonisé au XIe siècle sous le nom de saint Guilhèm.
Légendes et trouvères lui attribuent divers noms et parents :
- noms : Guillaume Fiérebras, au Court-Nez, de Narbonne, d'Orange
- parents : Bisaïeul : Garin de Monglane - Aïeul : Ernand de Beaulande - Grand-oncle : Girart de Vienne - Père : Aimeri de Narbonne ; sa femme est une sarrasine, Orable, convertie sous le nom de Guibourc ; il a cinq sœurs, dont Blanchefleur, épouse du roi Louis qu'il protège, et six frères.

L'action des chansons de ce cycle se déroule surtout en Languedoc et en Provence.
Certaines chansons sont difficiles à classer : parfois le point de vue est celui d'un frère ou d'un neveu ; parfois, les points de vue de deux personnages sont présentés en alternance (c'est la pratique de "l'incidence" : le texte s'interrompt pour insérer l'autre point de vue), avec des digressions...).
Classement des principales chansons en fonction de la date de composition
- XIIe siècle : Chanson de Guillaume, Le Charroi de Nîmes, Prise d'Orange, Le moniage Guillaume, Les Aliscans ;
- XIIIe siècle : Aymeri de Narbonne, Girart de Vienne.

Classement en fonction du déroulement de l'action
Girart de Vienne, Aymeri de Narbonne, Chanson de Guillaume, Le Charroi de Nîmes, Prise d'Orange, Les Aliscans.

#### La Geste de Doon de Mayence
Autour du thème central de luttes féodales, les chansons de ce cycle sont groupées de façon plus artificielle que dans les cycles précédents. On dit que certaines des chansons sont des "chansons rebelles", car les héros révoltés sombrent dans une violence aveugle contre leur suzerain ou leurs propres parents, avant de se repentir.
Quelques œuvres : Gormont et Isembart (XIIe siècle) - Girart de Roussillon (XIIe siècle) - Garin le Lorrain (XIIIe siècle) - Raoul de Cambrai (XIIe siècle) - Renaud de Montauban (XIIIe siècle)

#### Cycle des quatre fils Aymon

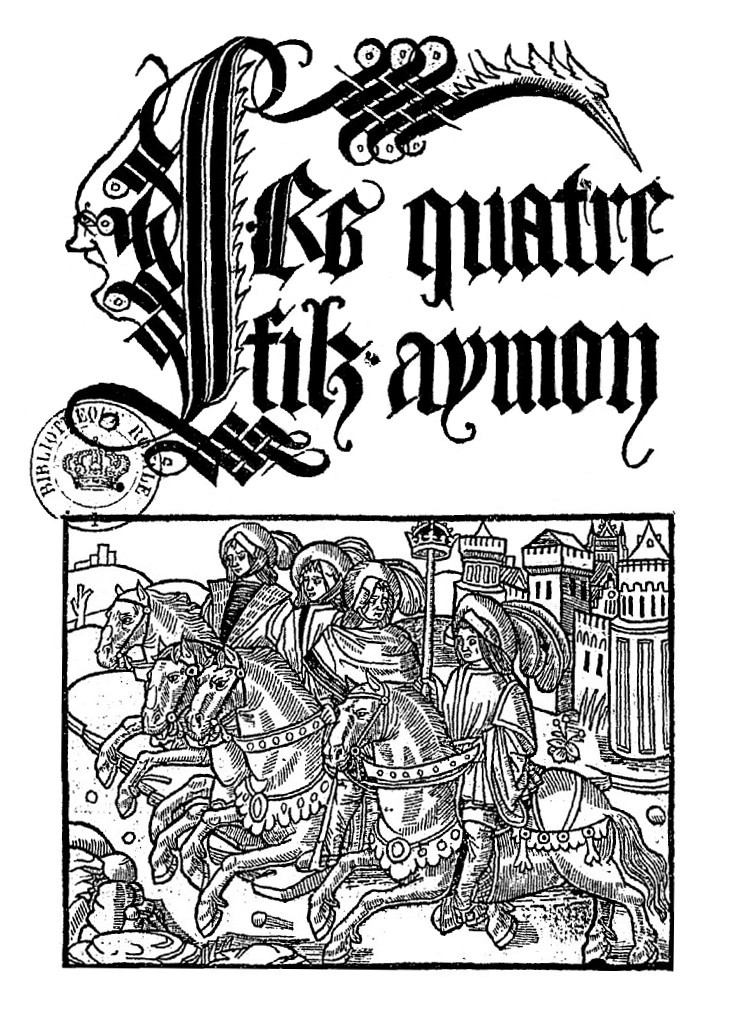
Un imprimé de l'histoire des quatre fils Aymon attribué à Huon de Villeneuve, 1497.

Cette épopée légendaire et héroïque tient son nom de quatre preux nommés Renaud, Aalard, Richard et Guichard, fils du comte Aymon de Dordone. Renaud de Montauban en est le principal protagoniste, avec l'enchanteur Maugis, le cheval Bayard et le roi Charlemagne. Le récit raconte le conflit qui oppose les fils Aymon, vassaux du roi Charlemagne, à ce dernier. Renaud ayant tué Bertolai, le neveu favori de Charlemagne, l'empereur des Francs fait raser leur forteresse ardennaise de Montessor. Il les poursuit ensuite en Gascogne, où ils sont devenus maîtres de la forteresse de Montauban, usant souvent de traîtrise tandis que les fils Aymon restent loyaux. Roland et les Pairs de Charlemagne finissent par le convaincre de négocier la paix. Charlemagne exige que le cheval Bayard lui soit livré, et la réalisation d'un pèlerinage par Renaud.
C'est à l'origine une chanson de geste. L'histoire subit assez peu de retouches du XIIIe siècle à nos jours. Le plus ancien manuscrit des Quatre fils Aymon, également nommé Chanson de Renaut de Montauban, pourrait être d'origine ardennaise. Ce poème, le manuscrit « La Vallière », compte 18 500 alexandrins. Plus sobre et concis que les versions suivantes, il est conservé à la bibliothèque Bodléienne. Le manuscrit La Vallière remonte à la fin du XIIe siècle, au début du suivant, ou au plus tard au milieu du XIIIe siècle. Il circule oralement avant d'être écrit
Il existe une douzaine de versions manuscrites médiévales en vers : Ferdinand Castets en répertorie quatorze, jusqu'au XVe siècle. S'ils racontent tous plus ou moins la même histoire, ces manuscrits proviennent manifestement d'auteurs différents, et comptent des particularités distinctives, sans doute car de « nombreuses générations de trouvères » ont contribué à leur rédaction. Ils sont souvent incomplets, aucun n'est la copie d'un autre. Ils semblent manquer de qualités littéraires à première vue, étant constitués d'éléments d'auteurs différents à des dates différentes. La majorité remontent au XIIIe siècle. Tous sont anonymes, sauf le roman Histoire des quatre fils Aymon attribué à Huon de Villeneuve,. Les premières versions françaises en prose paraissent à la fin du XIIIe siècle. Jean Froissart, entre autres, reprend le récit des fils Aymon dans sa Chronique (t. III, chap. XV). L'histoire se diffuse à toute l'Europe médiévale.
Le cycle des quatre fils Aymon compte aussi la Chanson de Maugis d'Aigremont, le Vivien de Monbrane et La Mort de Maugis.

### La littérature courtoise

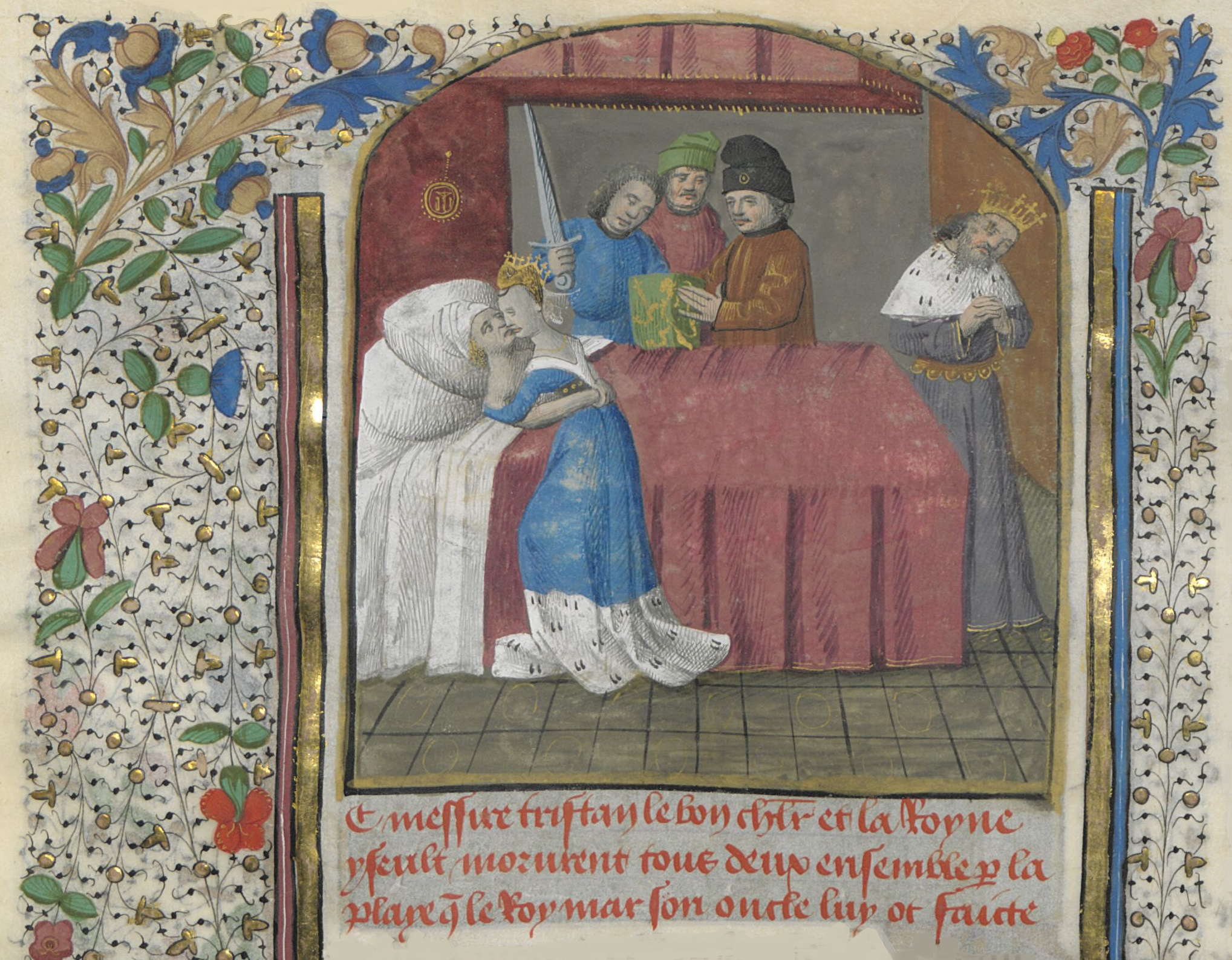
Mort de Tristan et Iseut, miniature par Évrard d'Espinques, Lancelot-Graal, vers 1475, BNF, Fr.113-116

La littérature courtoise est destinée aux nobles au XIIe siècle.
Ce genre éclot dans le contexte de la renaissance du XIIe siècle dans lequel de nombreux clercs, formés au contact des œuvres de l'Antiquité, se livrent une concurrence pour satisfaire la curiosité d'un public aristocratique se piquant de lettres anciennes, mais ne sachant pas le latin.
Cette littérature illustre les principes de l'époque, les valeurs courtoises : la force, la dévotion, l'esprit de sacrifice, la générosité et l'élégance.
Sur la trame des prouesses chevaleresques, l'amour courtois s'impose comme le thème majeur du roman courtois, à une période où Ovide est redécouvert, lu, admiré et débattu.

#### Les Romans inspirés de l'Antiquité
Sous la forme de poèmes en octosyllabes, ils sont écrits par des clercs qui recopient, commentent et adaptent des œuvres grecques et latines (la matière de Rome), par exemple :
- le Roman d'Alexandre (v. 1150),
- Le Roman de Thèbes (v. 1150),
- le Roman d'Énéas (v. 1160),
- le Roman de Troie (v. 1165) de Benoît de Sainte-Maure,
- le Roman de Jules César (v. 1250).

Les sujets de ces romans sont des héros profanes de l'Antiquité, ce qui constitue une nouveauté par rapport à l'hagiographie et aux chansons de geste dont les protagonistes sont chrétiens pour la plupart.

#### Les Romans de la Table ronde
Le roman s'oppose à la chanson de geste en ce qu'il est le récit d'une aventure plus ou moins fictive, alors que la chanson de geste a toujours — ou prétend avoir — un fondement historique. Les romans ont pour origine les traditions celtiques sur le roi Arthur et ses chevaliers. On y joint les contes du Graal, qui serait le vase où Joseph d'Arimathie recueillit le sang du Christ (le Saint Calice). Ces histoires, qui constituent la matière de Bretagne, passent en France au XIIe siècle sous forme de lais, dont les plus célèbres sont ceux de Marie de France.
- Les lais de Marie de France, au nombre d'une quinzaine parmi lesquels, le lai d'Yonec, le lai du Chèvrefeuille, le lai de Lanval, le lai d'Eliduc, le lai du Bisclavret.
- Tristan et Iseut, dont il existe deux romans différents : celui de Béroul, composé vers 1150 et celui de Thomas d'Angleterre, composé vers 1170
- Chrétien de Troyes (1135 ?–1190 ?), l'auteur d’Érec et Énide (v. 1165), Cligès (v. 1170) Yvain ou le Chevalier au lion (v. 1170), Lancelot ou le Chevalier de la charrette (v. 1175) et Perceval ou le Conte du Graal (v. 1175)

#### Les Romans d'aventures duXIIeauXVesiècle
Ceux-ci n'empruntent plus leurs sujets et leurs héros à la Bretagne, leurs sources étant plus diverses et souvent byzantines. Moins orientés vers l'idéal et la fiction que leurs prédécesseurs, ils peignent souvent les mœurs de leurs contemporains. Là où le roman moderne se définit notamment par référence à son rapport au temps, le roman d’aventure médiéval se caractériserait plutôt par la primauté qu’il accorde à l’espace. Il faut toutefois noter que les catégories de lieu et d’espace y sont généralement floues, marquées par l’« indétermination poétique ».
- Le Roman des sept sages - Floire et Blancheflor - Partonopeus de Blois - La Châtelaine de Vergi - Joufroi de Poitiers
- La chantefable Aucassin et Nicolette, deuxième moitié du XIIe siècle, petit roman écrit mi-partie en prose, mi-partie en vers
- Le Roman de Silence, Méraugis de Portlesguez, le Bel Inconnu de Renaud de Beaujeu

Le Roman de Perceforest (1317-1340) fait d'Alexandre le Grand un ancêtre direct du roi Arthur, et le fondateur de la Table-Ronde.
Jean d'Arras, dans Le Livre de Mélusine (1392) raconte la vraie histoire de la grandeur et de la décadence de la famille de Lusignan, à Chypre.
Au XVe siècle, le roman chevaleresque a toujours du succès, mais la licence, l'infortune et la satire s'y mêlent et malmènent la courtoisie:
- Pierre de la Cépède : Paris et Vienne (1432)
- Pierre de Provence et la belle Maguelonne (1453)
- Antoine de La Sale: Jehan de Saintré (1456)
- Jean de Bueil: Le Jouvencel (1466)
- Le Livre des Faits de Jacques de Lalaing (1468)
- Olivier de La Marche: Le Chevalier délibéré (1483)
- Jehan de Paris (1494-1495)

### La littérature savante et allégorique

#### La Poésie allégorique
L'œuvre principale est le Roman de la Rose, composé de deux parties, la première (v. 1230) de Guillaume de Lorris, la seconde, la continuation (v. 1275), de Jean de Meung.
La misogynie de la partie rédigée par Jean de Meung va susciter au XVe siècle une querelle entre lettrés humanistes et des ouvrages eux-mêmes allégoriques faisant l'éloge des femmes tels que La Cité des dames (1405) de Christine de Pizan ou le Champion des dames (1431-1432) de Martin Le Franc.
Alain Chartier va renouveler le genre en traitant de politique dans Le Quadrilogue invectif (1422).
René d'Anjou, le Roi René (1409-1480), dans Le Livre du Cuer d'Amour espris (1457), en prose, raconte la quête de Douce Mercy par Cœur contre Dangier.

#### La littérature didactique
Traités didactiques de tout genre, en vers ou en prose :
- La Chirurgie (1314) de Henri de Mondeville;
- Le Ménagier de Paris (1392-1394);
- Le Viandier ;
- Le Débat des hérauts d'armes de France et d'Angleterre (1456-1461)
- Bestiaires de Philippe de Thaon (XIIe siècle), de Guillaume le Clerc de Normandie (XIIIe siècle) ;
- Dits : Dit des rues de Paris, Dit des Cordeliers, etc. ;
- Le Livre pour l'enseignement de ses filles du chevalier de La Tour Landry ;
- Le Tacuinum sanitatis, traité médical ;
- Les Contenances de la table, petit texte en vers sur les manières de table à l'attention des enfants (XVe siècle).

### La littérature bourgeoise et satirique

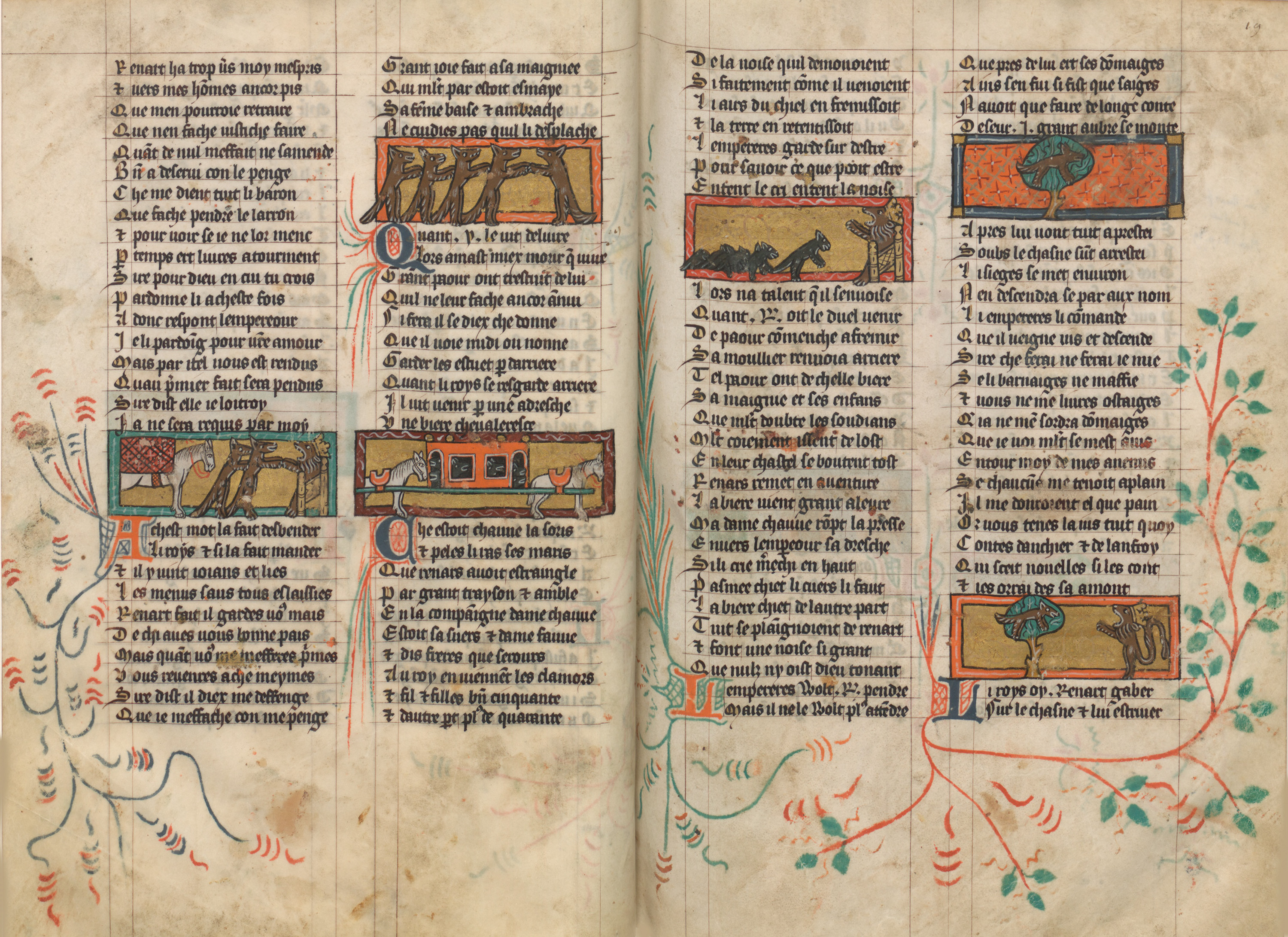
Roman de Renart (XIVe siècle), BNF, Paris; Ms fr.12584, folio 18v-19r.

La littérature bourgeoise et satirique s'oppose à l'esprit féodal, chevaleresque ou courtois par son esprit de satire, de raillerie et de gaité populaire.
- Les Isopets, dont le plus célèbre est celui de Marie de France (XIIe-XIIIe s.) ;
- Le Roman de Renart (fin XIIe s.) ;
- Les Fabliaux (XIIIe-XIVe s.) ;
- La Manekine (vers 1240) ;
- Les dits de Rutebeuf (1250-1270 );
- Les Quinze Joies de mariage (vers 1450) ;
- Cent nouvelles nouvelles (1462).

### La poésie lyrique
La poésie lyrique du Moyen Âge dérive de la chanson. Chanson de toile, Motet, Aube, Pastourelle.

#### AuxXIIeetXIIIesiècles
- Les troubadours (langue d'oc):
  - Guillaume IX (1071-1126), comte de Poitiers et duc d'Aquitaine,
  - Jaufré Rudel (1110c-1160c),
  - Bernard de Ventadour (1125c-1220c),
  - Bertran de Born (1140c-1215c),
  - Raimbaut de Vaqueiras (1165c-1207c) ;
- Les trouvères (langue d'oil) :
  - Conon de Béthune (1150c-1220c),
  - Gautier de Coinci (1177-1236),
  - Gui II, châtelain de Coucy, actif vers 1188
  - Hélinand de Froidmont (1160c-1227/1237),
  - Blondel de Nesle (1155c-1210c),
  - Gace Brulé (1160c-1215c),
  - Jean Bodel (1165c-1210),
  - Thibaut de Blaison (?-1229),
  - Thibaut IV de Champagne (1201-1253),
  - Adam de la Halle (1240c-1288c), dit Adam li Boçus,
  - Jean Renaut ou Jean Renart (1170c-1230c) : Le Roman de la Rose renommé Roman de Guillaume de Dole pour limiter la confusion.
  - Rutebeuf (1245c-1285c),
  - Colin Muset (1210c-?).
- Lai breton

#### AuxXIVeetXVesiècles

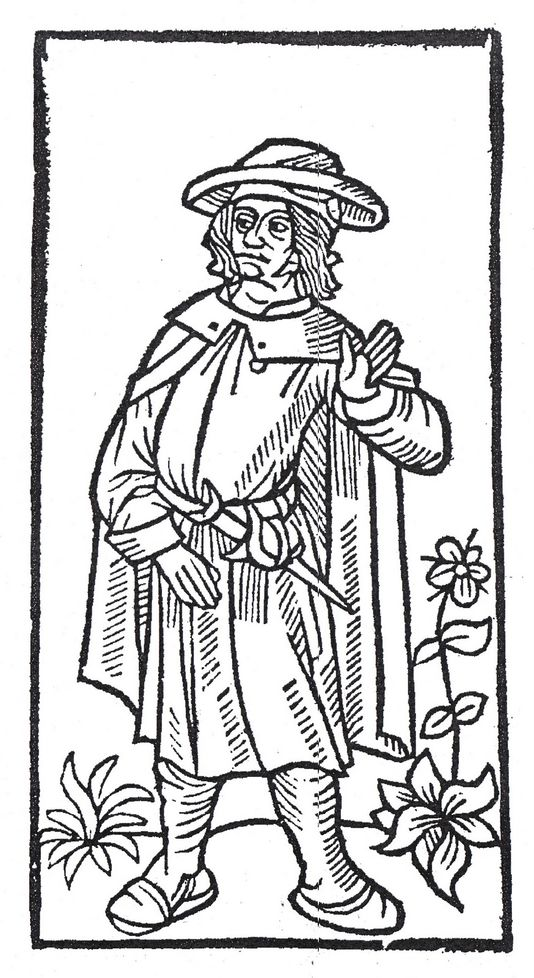
François Villon

Apparition de genres lyriques nouveaux : rondeaux, rondels, lais, virelais, ballades, chants royaux.
Les principaux poètes de cette époque comptent :
- Guillaume de Machaut (1300c-1377c) ;
- Jean Froissart (1337c-1410c) ;
- Eustache Deschamps (1340c-1404) ;
- Christine de Pizan (1364-1430c) ;
- Alain Chartier (1390c-1430) ;
- Charles d'Orléans (1394-1465) ;
- François Villon (1431-1463c).
- Watriquet de Couvin (1300c-1330c).

Le Livre des cent ballades (1388) se distingue des œuvres personnelles par le fait qu'il soit collectif et qu'il ait donné lieu à un concours poétique emblématique de l'esprit du temps.
La critique littéraire a rassemblé sous le terme de grands rhétoriqueurs une dizaine de poètes de cour du XVe siècle ayant pour point commun une grande liberté formelle (versification, vocabulaire, grammaire).

### Le théâtre
Le théâtre en langue française a une origine religieuse, mais il apparaît aussi dans la ville. C'est un théâtre fondamentalement amateur, c'est un spectacle de la participation.

#### Le théâtre religieux
Ce sont des instants de la Bible en liaison avec les offices, que l'on appelle drames liturgiques. Le premier manuscrit de théâtre date de la 2e moitié du XIIe siècle : Le Jeu d'Adam (rien à voir avec Le jeu de la Feuillée) qui a une vocation religieuse et sociale. Certaines passions étaient jouées sur plusieurs jours (vingt parfois!), si bien qu'elles furent interdites au XVIe siècle pour trouble de l'ordre public.
- Du XIe au XIVe siècle :
  - Drames liturgiques, notamment :
    - Les Vierges folles - Les Prophètes du Christ - Le Drame d'Adam - Le Jeu de la résurrection,

  - Miracles, dont les principaux sont :
    - Le Jeu de saint Nicolas de Jean Bodel,
    - Le Miracle de Théophile de Rutebeuf,
    - Les Miracles de Notre-Dame.
- Au XVe siècle :
  - Mystères, joués par des confréries d'amateurs, dont la plus célèbre est la Confrérie de la Passion, à Paris :
    - La Passion, d'Arnoul Gréban,
    - La Passion, de Jean Michel,
    - Le Mystère de Saint Louis, de Pierre Gringore ou Gringoire,
    - Le Mystère de Troie, de Jacques Millet.

#### La comédie
La comédie apparaît dans la ville, surtout à Arras avec la célèbre Confrérie des Jongleurs et des Bourgeois d'Arras, dont Adam de la Halle fait partie. Il y a en tout sept pièces de théâtre en langue française, bien qu'on hésite avec la Chantefable, et Le dit de l'herberie (Rutebeuf). Voici quelques titres :
- Du XIIIe au XVe siècle :
  - Monologues,
  - Le Jeu de la feuillée et le Jeu de Robin et Marion d'Adam de la Halle ;
- Au XVe siècle :
  - Farces :
    - La Farce de Maître Pathelin,
    - La Farce du cuvier,

  - Moralités :
    - La Condamnation de Banquet de Nicole de la Chesnaye,

  - Soties :
    - Le Jeu du prince des sots de Pierre Gringoire ou Gringore,

  - Sermons joyeux.

### Littérature didactique: histoire, chronique, sermon

#### Chroniques, Annales
Longtemps, l'historiographie du royaume de France s'est faite exclusivement en latin :
- Histoire des Francs de Grégoire de Tours (538c-594)
- Vita Karoli Magni d'Éginhard (770c-840c)
- Annales regni Francorum
- Annales de Saint-Bertin
- Annales de Fulda
- Chronique de Frédégaire

Au XIIe siècle, le rabbin Rachi (Troyes, 1140-1205) serait le premier utilisateur de la langue française pour ses Gloses françaises (dans la Bible) de son commentaire du Talmud : judéo-français sarphatique.
Au XIIIe siècle, Robert VII de Béthune (v.1200-1248) commande en 1225 la rédaction en français d'un "roman" depuis Troie jusqu'à Philippe-Auguste.
En 1274, Mathieu de Vendôme, abbé de Saint-Denis présente à Philippe III le Hardi les Grandes Chroniques de France composées par Primat de Saint-Denis.

#### L'histoire en vers
Principalement au XIIe siècle :
- Wace : Le roman de Brut et le roman de Rou ;
- Geoffroy Gaimar : L'histoire des Angles ;
- Benoît de Sainte-Maure : La Chronique des ducs de Normandie.

#### Les chroniqueurs

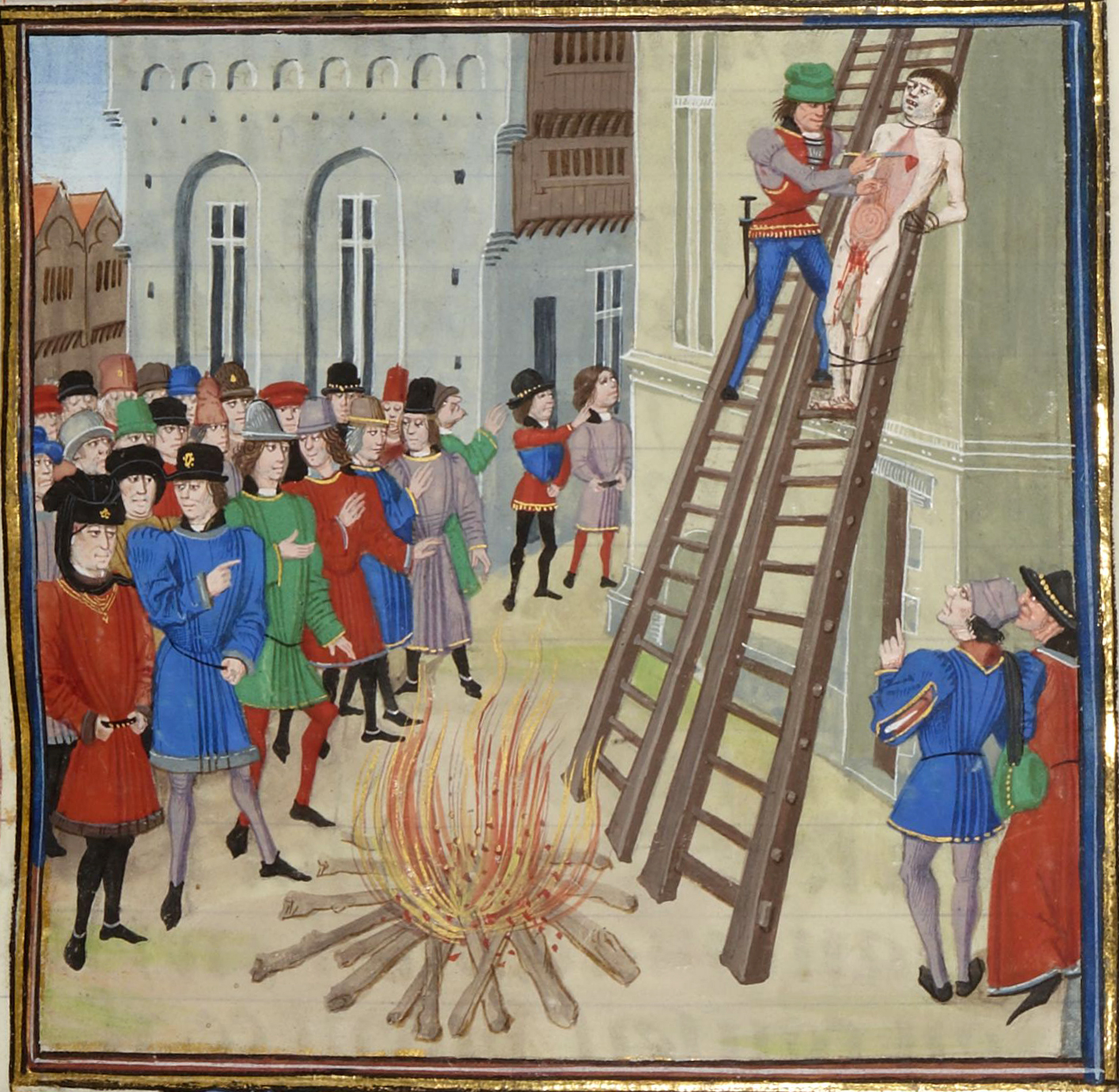
Illustration d'un manuscrit de Jean Froissart

La quatrième croisade a une place particulière dans l'historiographie, puisque son événement le plus marquant et le plus controversé (le saccage de Constantinople en 1204) est relaté par deux chevaliers d'un point de vue personnel:
- Robert de Clari (1170c-1216c), L'histoire de la conquête de Constantinople ;
- Geoffroi de Villehardouin (1150c-1218c), La conquête de Constantinople ;

À partir du XIIIe siècle, les chroniques et mémoires de clercs ou de nobles fleurissent:
- Philippe de Novare (1250-1270), Mémoires ;
- Jacques Bretel (1285), Le Tournoi de Chauvency ;
- Jean de Joinville (1272-1309), Le livre des saintes paroles et des bonnes actions de saint Louis ;
- Geoffroi de Paris (1310-1320), Chronique du temps de Philippe le Bel ;
- Jean de Venette (1340-1368) : Chroniques ;
- Jean le Bel (1357-1370), Vraies chroniques ;
- Jean Froissart, Chroniques (1374-1400) ;
- Christine de Pizan (1400-1418), Le livre des faits et bonnes mœurs du sage roi Charles V ;
- Enguerrand de Monstrelet (1440-1460), Georges Chastelain et Olivier de La Marche (1426-1502), chroniqueurs des ducs de Bourgogne ;
- Jean II Jouvenel des Ursins (1430-1467), Histoire du règne de Charles VI ;
- Philippe de Commines (1489-1498), biographe de Louis XI ;
- Nicole Gilles (1475-1500), Chroniques et annales de France.

#### Le sermon
- Bernard de Clairvaux} dit Saint Bernard (1090-1153)
- Maurice de Sully (1110c-1160/1190)
- Jacques de Vitry (1160c-1240)
- Jean de Gerson (1363-1429)
- Michel Menot (1440c-1518)
- Olivier Maillard (1430-1508)

#### Autres
- Guillaume de Digulleville (1295c-1358c), Les Pèlerinages (Le Pèlerinage de la vie humaine, Le Pèlerinage de l'Âme, Le Pèlerinage de Jésus Christ)

### Œuvres en français d'auteurs étrangers
Au XIIIe siècle et XIVe siècle, le français est utilisé par des lettrés italiens et anglais.
En Italie:
- Brunetto Latini, maître de Dante, écrit Le Livre du Trésor en français, car « la parleure est plus delitable et plus commune à toutes gens »[21]. D'après André Pézard (Dante sous la pluie de feu), Dante le lui reproche dans la Divine Comédie (écrite en toscan) en le faisant apparaître au chant XV de l'Enfer (péché contre nature).
- Martino Canal, chroniqueur italien, écrit les Estoires de Venise en français car c'est une langue « qui cort parmi le monde et est la plus delitable à lire et à oir »[22].
- Le Livre de Marco Polo est rédigé en français avec Rustichello de Pise en 1298.
- Philippe de Novare
- Aldebrandin de Sienne
- Le Débat d'honneur de Giovanni Aurispa (1429) et La controverse de noblesse de Buonaccorso da Montemagno sont traduits en français par Jean Miélot.

En Angleterre, l'anglo-normand, proche de l'ancien français, est utilisé à la cour royale et par les clercs :
- Hue de Rotelande est l'auteur du roman d'aventures Ipomédon.
- Robert Grossetête écrit au XIIIe siècle son poème allégorique Castel d'Amors.
- Nicholas Trivet écrit un livre de chroniques vers 1334.
- John Gower (1330-1408, Mirour de l'Omme) et Geoffrey Chaucer (1340-1400) écrivent des poésies en anglo-normand à leurs débuts.

### Œuvres en latin d'auteurs français
Malgré les pertes de livres pendant l'Antiquité tardive et l'apparition du roman, la latinité est triomphante dans le domaine de la prose écrite.
Les auteurs français en langue latine ont produit des ouvrages originaux tout au long du Moyen Âge qui ont été influencés par la redécouverte des textes antiques lors de la réforme de l'enseignement pendant la renaissance carolingienne, par les apports de Byzance (conciles généraux, exarchat de Ravenne, croisades, culture de la Sicile normande) et les traductions latines du XIIe siècle venant d'Italie et d'Espagne.
De très nombreux textes sont pensés, rédigés et diffusés en latin ou néolatin médiéval, aussi bien en littérature qu'en diplomatie, religion chrétienne, sciences...
Parmi les auteurs français en latin, on compte :
- Marbode (v.1040-1123)
- Baudri de Bourgueil (v.1045-1130)
- André le Chapelain (XIIe siècle)
- Bernard de Cluny (1100-1140)
- Alain de Lille (1128-1202)
- Pierre de Blois (v.1135-v.1203)
- Jean d'Hauville (v.1150-1199/1216)
- Vincent de Beauvais (1184/1194-1264)
- Richard de Fournival (1201-1260)
- Guillaume Durand (1230-1296)
- Philippe de Vitry (1302-1357)
- Philippe de Mézières (1327-1405)
- Jean Muret (1345-1420)
- Pierre d'Ailly (1351-1420)
- Jean de Montreuil (1354-1418)
- Jean de Gerson (1363-1429)
- Nicolas de Clamanges (1363-1437)
- Alain Chartier (1385/1390-1430)
- Guillaume Fichet (1433-1480/1490)

- Liste de 120 écrivains de langue latine

### Œuvres en latin et en grec traduites en français
Vers 1213-1214, les Faits des Romains contiennent les premières traductions (anonymes) en français de la Conjuration de Catilina de Salluste et de la Guerre des Gaules de César.
À partir de Philippe le Bel, de nombreux clercs ont traduit en français des œuvres de l'Antiquité à la demande de nobles mécènes au premier rang desquels se trouvent les rois. Cette entreprise avait pour vocation de faire connaître ces œuvres à un public de courtisans ne connaissant pas les langues d'origine et de faire du français une langue des autorictates.
Ce mouvement annonce (avec Jean de Meung) et accompagne la redécouverte des textes latins et grecs au XIVe siècle par Pétrarque et Boccace qui donnera naissance à l'humanisme. À partir de 1309, l'installation de la papauté à Avignon a rapproché un foyer culturel majeur des frontières du royaume de France (vers 1338, Pierre Bersuire y devient l'ami de Pétrarque qui y apprend le grec en 1342 auprès de Barlaam le Calabrais).
Parmi les principaux traducteurs français du Moyen Âge, on compte :
- Jean de Meung (1240-1305)
- Henri de Gauchy
- Jean de Vignay (1283-1340)
- Pierre Bersuire (1290-1362)
- Jean de Sy
- Raoul de Presles (1316-1382)
- Nicolas Oresme (1320/1322-1382)
- Jean Corbechon
- Simon de Hesdin (?-1383)
- Laurent de Premierfait (1360/1370-1418)
- Sébastien Mamerot (1418-?)
- Jean Miélot (1420-1472)
- Robert Gaguin (1433/1434-1501)